# 烏斯季維姆區

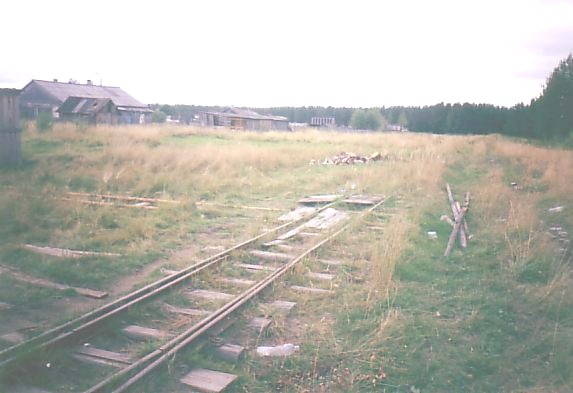

62°14′N 50°00′E / 62.233°N 50.000°E
烏斯季維姆區（俄语：Усть-Вымский район），是俄羅斯的一個區，位於該國西北部，由科米共和國負責管轄，面積4,775平方公里，2010年人口29,474，人口密度每平方公里6.17人。